# Amphoe Samko
Amphoe Samko (Thai อำเภอ สามโก้) ist ein Landkreis (Amphoe – Verwaltungs-Distrikt) im westlichen Teil der Provinz Ang Thong. Die Provinz Ang Thong liegt in der Mitte der Zentralregion von Thailand.

## Geographie
Benachbarte Distrikte (von Norden im Uhrzeigersinn): Amphoe Pho Thong und Wiset Chai Chan in der Provinz Ang Thong sowie Amphoe Si Prachan in der Provinz Suphan Buri.

## Geschichte
Samko wurde bereits in den Königlichen Chroniken von Ayutthaya erwähnt. Burmesische Truppen schlugen hier ihr Lager auf, bevor sie die Hauptstadt Ayutthaya angriffen.
Der Landkreis Samko wurde 1962 vom Amphoe Wiset Chai Chan abgetrennt und wurde so zu einem „Zweigkreis“ (King Amphoe). 1965 bekam er den vollen Amphoe-Status.

## Verwaltung

### Provinzverwaltung
Der Landkreis Samko ist in fünf Tambon („Unterbezirke“ oder „Gemeinden“) eingeteilt, die sich weiter in 37 Muban („Dörfer“) unterteilen.
| Nr. | Name                | Thai        | Muban | Einw. |
| --- | ------------------- | ----------- | ----- | ----- |
| 01. | Samko               | สามโก้       | 10    | 5.106 |
| 02. | Ratsadon Phatthana  | ราษฎรพัฒนา   | 06    | 2.590 |
| 03. | Op Thom             | อบทม        | 06    | 4.080 |
| 04. | Pho Muang Phan      | โพธิ์ม่วงพันธ์   | 07    | 4.402 |
| 05. | Mongkhon Tham Nimit | มงคลธรรมนิมิต | 08    | 3.163 |

### Lokalverwaltung
Es gibt eine Kommune mit „Kleinstadt“-Status (Thesaban Tambon) im Landkreis:
- Samko (Thai: เทศบาลตำบลสามโก้) bestehend aus den kompletten Tambon Samko, Ratsadon Phatthana, Mongkhon Tham Nimit.

Außerdem gibt es zwei „Tambon-Verwaltungsorganisationen“ (องค์การบริหารส่วนตำบล – Tambon Administrative Organizations, TAO)
- Op Thom (Thai: องค์การบริหารส่วนตำบลอบทม) bestehend aus dem kompletten Tambon Op Thom.
- Pho Muang Phan (Thai: องค์การบริหารส่วนตำบลโพธิ์ม่วงพันธ์) bestehend aus dem kompletten Tambon Pho Muang Phan.